# Daniel González Sanz
Daniel González Sanz, també conegut com a Dani (Madrid, 8 de juliol de 1972), és un exfutbolista madrileny que ocupava la posició de migcampista.

## Trajectòria
Després de debutar en primera divisió amb l'Atlètic de Madrid en un partit de la campanya 95/96, a mitjans d'eixa temporada recala al RCD Mallorca, que militava en Segona i on disputaria 21 partits i marcaria un gol.
Retorna a la màxima categoria a l'estiu de 1996 al fitxar pel CD Tenerife. Dani va militar set temporades al club canari, amb qui va viure un ascens a Primera i dos descensos a Segona. En aquest temps, el madrileny va ser titular indiscutible a partir de 1998. Però, el 2001 va patir una greu lesió que el va apartar tota la temporada. Va retornar la temporada 02/03, tot jugant 32 partits, 12 d'ells com a suplent.
La temporada 03/04 fitxa per l'Algesires i a l'any següent pel Ciudad de Murcia, on recupera un lloc a l'onze inicial en el primer any, mentre que al segon jugaria només 17 partits. Posteriorment jugaria amb el Córdoba CF i en el Ciudad Atlético Lorquí. En tots aquests anys, Dani ha acumulat gairebé 300 partits entre la Primera i la Segona Divisió.